# Dent (Minnesota)
Dent – miasto w Stanach Zjednoczonych, w stanie Minnesota, w hrabstwie Otter Tail.